# Єршовський район
Єршо́вський район (рос. Ершовский район) — муніципальне утворення в Саратовській області. Адміністративний центр району — місто Єршов. Населення району — 39 234 осіб.

## Географія
Район розташований в центральному Лівобережжі, на Сиртовій рівнині, в зоні сухого степу. Територією району протікають річки Великий Узень, Малий Узень, Великий Кушум (ліва притока Великого Іргиза) та їх притоки. Багато місцевих автомобільних доріг прокладені вздовж зрошувальних каналів. Часто зустрічаються ставки і водосховища.

## Історія
В 1926 році до складу Єршовської волості Новоузенсткого повіту Саратовської губернії входило 10 сільрад, на території волості знаходилося 45 населених пунктів. У червні 1928 року Єршов стає районним центром Пугачовського округу Нижньо-Волзького краю РРФСР. Станом на 1930, в Єршовському районі перебувало 96 населених пунктів, в тому числі селище міського типу Єршов.
19 травня 1960 року до складу району включена територія скасованого Ново-Рєпінського району.
З 1 січня 2005 року район перетворений в муніципальне утворення Ершовський муніципальний район.

## Економіка
Район сільськогосподарський, виробник твердих сортів пшениці, продукції тваринництва. Ряд дослідних господарств, в тому числі ОПХ «Єршовська». Розвинена харчова промисловість, виробництво будівельних матеріалів. У районі є велике родовище щебеню (Новосільське).